# College Area (San Diego)

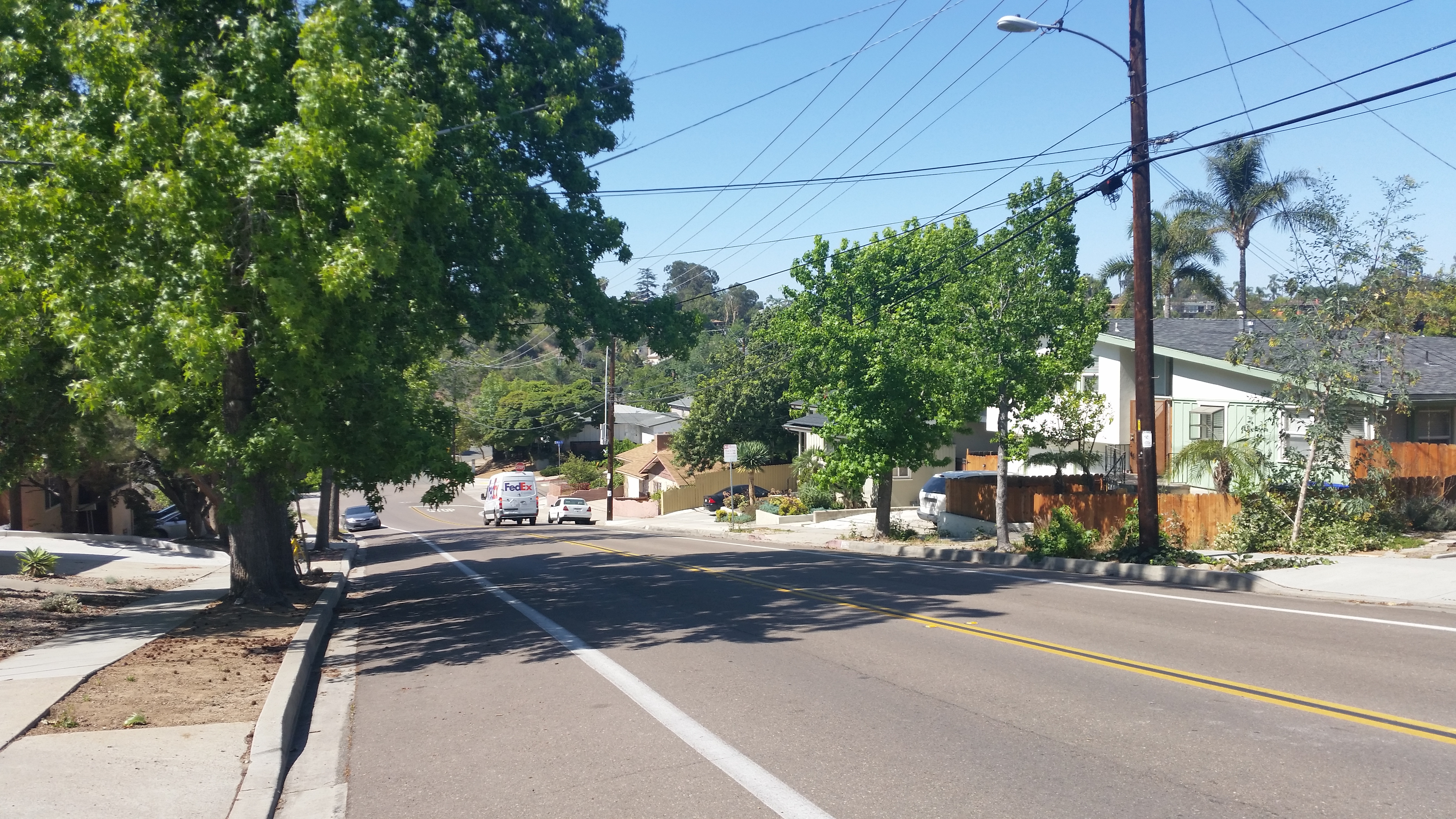
Una imagen tomada mirando hacia el sur en el lado este de Campanile Drive

College Area es un barrio de la región de Mid-City de la ciudad de San Diego, California.
El barrio de College Area está dominado por la Universidad Estatal de San Diego (SDSU), antes llamado San Diego State College y anteriormente a eso se llamaba San Diego State Teachers College. College Area está en el medio de la ciudad, y tiene muchas tiendas y restaurantes, al igual que muchos cañones.
También hay un barrio judío ortodoxo en el área cerca del Templo Congregation Beth Jacob Orthodox en la Avenida College.

## Geografía
El área de college colinda con una meseta en la cual y omite la Interestatal 8. Los límites del barrio están definidos por la Avenida Fairmount/Montezuma Road/Collwood Boulevard hacia el sudoeste, la Interestatal 8 hacia el norte, Calle 70/Calle Keeney hacia el este, y El Cajon Boulevard hacia el sur.

## Transporte
MTS (Metropolitan Transit System) opera el trolley de San Diego a la Universidad Estatal de San Diego y el hospital Alvarado Medical Center, ambos están en el barrio de College Area. La estación del trolley de SDSU, al igual que una plaza de autobuses, componen la estación de SDSU Transit Center. Las rutas de autobuses que operan en esta estación son las líneas 11, 11A, 14, 936, 115 van hasta el Centro de Tránsito, por nombrar algunas. Las transferencia son hechas desde la estación subterránea de la SDSU localizado en el Centro de Tránsito, bajo la plaza de autobuses. Los transportistas pueden ir hasta la plaza de autobús a través de ascensor o escaleras.

## Tráfico
La congestión del tráfico es una molestia consistente en la Avenida College, una calle principal en el área. Durante el año escolar en la SDSU, las rampas de la autovía son más rápidas para disminuir el tráfico. Desde julio de la conexión que se construyó en 2005 con el trolley de San Diego y la estación subterránea en el campus de la SDSU, las congestiones han disminuido. La Interestatal 8 que transita el área en el norte, a menudo se congestiona durante la semana debido a los estudiantes transeúntes.

## Educación
En el área universitaria hay una escuela elemental tradicional, dos escuelas alternativas K-8, y la SDSU.

### Escuelas elementales
- Hardy (Distrito Escolar Unificado de San Diego)

### K hasta la 12
- Distrito Escolar Unificado de San Diego
  - Language Academy
  - Tubman Village Charter

### Universidades
- Universidad Estatal de San Diego